# Zhang Yazi

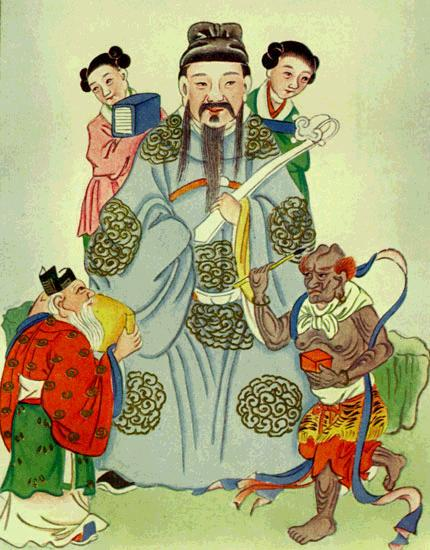
Wenchang dijun

Zhang Yazi (chinesisch 張亞子 / 张亚子, Pinyin Zhāng Yàzi) oder Zhang Yu (張育 / 张育,  Zhāng Yù) war ein Lokalpatriot aus der Zeit der Jin-Dynastie (265–420). Er fiel 374 im Kampf gegen das Frühere-Qin-Reich. Gleichzeitig ist er eine daoistische Gottheit: Er wird als Inkarnation des Gottes der Literatur (Wenchang dijun) im Tempel von Zitong (梓潼) im Gebirge Qiqu Shan (七曲山) in Sichuan verehrt.